# D≒SIRE
D≒SIRE（デザイア）は、日本のヴィジュアル系ロックバンド。インディーズを中心に活動していた。

## 概要
デビューから解散までの5年間に頻繁にメンバーチェンジが行われたことから、発表音源（特に楽曲数）は活動期間に比して少量である。俗に言うところの黒服系の衣装に女性的メイクと、活動していた時期においてある意味王道とも言える姿でインディーズチャートを席巻した。歌詞の内容は幻想的かつ内省的な傾向が強い。またCDジャケットやインナーの写真には、そういった世界観を反映させるためか風景画が多く用いられている。
活動当時は広告や宣伝もほとんど行わず、小規模なライブハウスでのみ活動していた。ほぼ口コミだけでその存在が知られていたにもかかわらず、リリースしたアルバムは全てオリコンインディーズチャートで1位を獲得し、チケットも全てソールドアウトするという人気ぶりだった。
度重なるメンバーチェンジと活動停止により、バンド活動を存続することが困難になり、1997年12月にボーカルの幸也が解散する意向であることを発表した。
1998年12月24日に新宿リキッドルームで公式解散ライブ、翌日の12月25日に新宿LOFTにてシークレット解散ライブを行い、バンド活動を停止した。
なお、ヴォーカルの幸也（藤田幸也）はインディーズレーベル「Kreis」の代表でもあり、Blüe、Dir en grey、Izeなどのプロデュースを行った。また、近年一般には幸也が、JILS以前にやっていたバンドとして認知されている。

## メンバー
- 幸也（ヴォーカル）
D≒SIRE→幸也(ソロ)、Kreis All Stars→JILS、トウキョウモノクロームカイン→Kɑin、THE JEAN→JILS→Kɑin、藤田幸也(ソロ)
  - 5月2日生まれ、現在はKɑinで活動。

- 聖詩（ギター）
Rendé:Ƶ:Vous→D≒SIRE→Truth→D≒SIRE→暴飲(BOØWYN)→夜桜星丸GOLD STYLE
  - 9月25日生まれ、現在は夜桜星丸GOLD STYLEで活動。

- KIEE（ベース）
UNI;SEX→D≒SIRE→引退

- MARU（ドラムス）
BAD MONROE→Rendé:Ƶ:Vous→D≒SIRE→NEO NAZIS→引退

- 秀朗（ベース）
ガブリエル→D≒SIRE→XXXX→GRASS→I*SCREAM→GREEN'S ROOM→POP→IS→GRASS
  - 4月3日生まれ、現在はGRASSで活動。

- 橘舞已（ギター）
EX-NIHILO→JELSOMENA→D≒SIRE→XXXX→GRASS→Klein Kaiser→eden gate→GRASS
  - 2月6日生まれ、現在はGRASSで活動。

- 魅威（ドラムス）
Sin→D≒SIRE→XXXX→GRASS→POISON D'HERMÈS→DRASS or NUDE→Rid→GRASS
  - 1969年11月29日生まれ。現在はGRASSで活動。

- 阿希人（ギター、ベース）
D≒SIRE→TWIN APES→WOOL→Reveal→FOUR RISE FIELD→創-soe-→allport diary→引退
  - 6月12日生まれ。

- 秀誉（ドラムス） 
D≒SIRE→JILS→rephit→JILS→UNIMELO、宇宙クラヴ→引退
  - 2月18日生まれ。D≒SIRE以前にはLUKA名義でPIERROTのサポートドラムを担当。また、JILSにも在籍していたことがある。1度目のJILS脱退後に結成したrephitではヴォーカルを担当していた。

- Ken（ギター、ベース）
Crime of Fiction→D≒SIRE→rephit→the birdman→引退
  - 12月5日生まれ。

メンバーの変動

1992年

幸也と聖詩で結成､後にKIEEとMARUが加入
- 幸也-YUKIYA-（ユキヤ）：ヴォーカル
- 聖詩-KIYOSHI-（キヨシ）：ギター
- KIEE：ベース
- MARU（マル）：ドラムス

1993年

デモテープ「DREAMS BURN DφWN」他、クレジットより
- 幸也：ヴォーカル
- 聖詩：ギター
- 秀朗-HIDEROW-（ヒデロウ）：ベース
- 橘舞已-MAI-（マイ）：ギター
- 魅威-MIE-（ミイ）：ドラムス

1995年

アルバム『終末の情景』クレジットより
- 幸也：ヴォーカル
- 聖詩：ギター
- 秀朗：ベース
- 阿希人-AKITO-（アキト）：ギター
- 秀誉-HIDEYOSHI-（ヒデヨシ）：ドラムス

1997年

アルバム『異窓からの風景　想刻』、『異窓からの風景　断章』クレジットより
- 幸也：ヴォーカル
- 秀誉：ドラムス
- 阿希人：ベース

### サポートメンバー
- HIRO（ヒロ）：ギター
- SHIGE（シゲ）：ギター
- TETSU（テツ）：キーボード

1998年

アルバム『異窓からの風景　失われた終末の情景』クレジットより
- 幸也：ヴォーカル
- 秀誉：ドラムス
- 聖詩：ギター
- Ken（ケン）：ギター、ベース

上記のようにアルバムごとにメンバーの変動があり、記載した以外にも参加メンバーが居る可能性がある。

## 歴史
- 1993年10月6日、大阪・難波ROCKETSで初ライブ。
- 1994年11月25日、1stシングル『静夢』-shizumu-発売。
- 1995年01月25日、2ndシングル『楽園』発売。
- 1995年04月10日、3rdシングル『追憶』発売。
- 1995年8月5日、1stアルバム『終末の情景』発売。オリコンインディーズチャート初登場1位
- 1995年、メンバーチェンジのため活動休止。
- 1997年7月、2ndアルバム『異窓からの風景 想刻』発売。オリコンインディーズチャート初登場1位
- 1997年8月、ミニアルバム『異窓からの風景 断章』発売。オリコンインディーズチャート初登場2位
- 1997年11月11日、解散を発表。
- 1997年、メンバーチェンジのため活動休止。
- 1998年11月11日、メジャーデビューアルバム『異窓からの風景 失われた終末の情景』発売。
- 1998年12月24日、公式解散ライブを新宿LIQUID ROOMにて行う。
- 1998年12月25日、旧新宿LOFTにてシークレットライブを行う。

- 1999年9月9日、未発表音源『独白 -Monologue-』発売。
- 2006年11月12日、Kreisレーベル設立10周年記念GIG「Kreis／Tokyo」をSHIBUYA-AXで行ない、期間限定復活を果たす。
- 2025年8月5日、『終末の情景』発売30周年の日に、シンコーミュージック時代にリリースされた4タイトルのサブスクを解禁[1]。

## ディスコグラフィ
デモテープ
- 陽炎 / Withoutyou　（年代不明）
- KISSxxxx　（年代不明）
- Flowers of Stone　(1995)
- Flow of Romance / -Distancia-  (年代不明)
- D≒SIRE (1993)
- DREAMS BURN DφWN　(1993)
- 静夢 / Vφices...　(1993)
- 人工楽園 / C.U.R.S.E　(1993)
- TEAR　(1993)
- xxxBLUE　(1994)

シングル
- 静夢 -Shizumu 　(1994.11.25)　※初回2,000枚カラージャケット
- 楽園 -Humanical Garden　(1995.1.25)
- 追憶 -Nostalgia...　(1995.4.10)　※10,000枚限定生産
- STAY　(1998.12.16)

アルバム
- 終末の情景 -La Scéne Du Finale-　(1995.8.5)　※オリコンインディーズチャート初登場1位
- 異窓からの風景 -想刻-　(1997.7.9)　※オリコンインディーズチャート初登場1位　初週売上15,000枚
- 異窓からの風景 -断章-　(1997.8.27)　※オリコンインディーズチャート初登場2位　10,000枚限定生産
- 異窓からの風景 -失われた終末の情景-　(1998.11.11)
- 転生前夜 -Re-BIRTHDAY"EVE"-　(1998.12.21)

VIDEO
- Re-BIRTHDAY"EVE" -転生前夜・終章-　※オリコンメジャーチャート初登場10位

etc.
- Kreis
- Kreis Ⅱ
- 〔Kreis〕
- Kreis Ⅲ
- Kreis Ⅳ“EDEN”
- Kreis Ⅴ
- Kreis 1999
- Kreis 2000 For MY DEAR

## タイアップ一覧
| 使用年 | 曲名                     | タイアップ                            |
| ------ | ------------------------ | ------------------------------------- |
| 1998年 | 断章 -Piece of Memories- | TBS系『暴ロンブー』エンディングテーマ |
| 1998年 | 断章 -Piece of Memories- | TBS系『音楽狂時代』エンディングテーマ |